# Льовшин Олексій Іраклійович
Олексій Іраклійович Льовшин (рос. Алексей Ираклиевич Лёвшин; * 1797 або 1799 (?) — † 28 вересня 1879, село Хомутовка Дмитріївського повіту Курської губернії, нині Хомутовського району Курської області Російської Федерації) — російський державний діяч, історик, географ, етнограф та публіцист.

## Біографія
Походив з помосковщиного німецького роду Левенштейнів.

Народився, можливо, в селі Пожилині Тульської губернії, де був родовий дворянський маєток Льовшиних і де він врешті-решт був похований.
Першу книгу — «Листи з Малоросії» — оприлюднив у Харкові 1816 року. Цю книгу написано в стилі сентименталізму, під впливом дорожніх начерків Карамзіна. Вона містить багато матеріалів про побут та культуру українського народу; автор описав красу української землі, пам'ятки старовини, особливості життя мешканців. Підкреслив великі можливості української мови як мови літератури і навіть науки. Відзначав певну ворожість українців (русинів) до москвинів (росіян).
1818 року закінчив Харківський університет і почав служити в Азійському департаменті колегії іноземних справ. У 1820–1822 роках служив у Оренбурзькій прикордонній комісії, виконував дипломатичні доручення, вів переговори з казахськими ханами та султанами. Одночасно збирав відомості про уральських (яїцьких) козаків, казахів (за тодішньою термінологією — киргиз-кайсаків), опублікував серію досліджень, зокрема «Историческое и статистическое обозрение уральских казаков» (1823) та «О просвещении киргиз-кайсаков» (1825). В останній статті вперше російською мовою опубліковано казахські пісні «Чорні брови не сурмлені» та «Чи ти бачиш цей сніг». Пізніше видав тритомову працю «Описание киргиз-казачьих или киргиз-кайсацких орд и степей» (1832), за яку 1834 року отримав Демидовську премію Петербурзької академії наук. Цю працю було також перекладено французькою й видано у Парижі (1840).
1823 року, на прохання новоросійського губернатора М. С. Воронцова був призначений його секретарем. В цей час він познайомився з О. С. Пушкіним, який високо цінував дослідження Льовшина про казахів та козаків, сприяв їх публікації в «Московському віснику», широко використовував їх під час праці над «Історією Пугачова». На посаді секретаря губернатора Льовшин прослужив до 1826 року, коли був відряджений до Франції, Італії та Австрії для вивчення організації карантинної (митної) служби. Додатковим результатом цієї подорожі було його ознайомлення з італійськими старожитностями (згодом, 1843 року, він видав книгу «Прогулки русского в Помпеи», яка була першою спробою систематичного огляду археології Помпей російською мовою). Після повернення запропонував проект реорганізації російських карантинних закладів; для втілення цього проекту було призначено спеціальну комісію, в якій Льовшин працював до 1831 року.
Брав участь у заснуванні газети «Одесский вестник» (перший номер вийшов 5 січня 1827 р.), сприяв виданню «Одесского альманаха». «Одесский вестник» був однією з перших російських газет, яка опублікувала (13 лютого 1837) некролог Пушкіна.
1829 р. звернувся до М. Воронцова з доповідною запискою з пропозицією про створення міської громадської бібліотеки, безоплатної та доступної для всіх, запропонувавши використати 15 тис. руб. прибутку від «Одесского вестника» на придбання книжок, які становитимуть основу майбутньої книгозбірні. Пропозиція була підтримана. Указом від 13 (25 за н. ст.) вересня 1829 р. за підписом імператора Миколи І дозволялося відкриття в Одесі публічної бібліотеки (нині – Одеська національна наукова бібліотека) – третьої в Російській імперії після Санкт-Петербурга і Москви та першої в Україні. О. Левшин здійснював попередні заходи для відкриття книгозбірні, збирав пожертви для поповнення її фонду, провадив пошук придатного приміщення. Бібліотеку було відкрито 15 (27) червня 1830 р.
Протягом 1831–1838 років служив одеським градоначальником. Піклувався про розвиток культури, зокрема й Одеської публічної бібліотеки. У 1834 р. видав важливий наказ про обов’язкове надсилання до книгозбірні двох примірників кожного видання міської друкарні, запровадивши правило про місцевий обов’язковий примірник творів друку.
1838 року Льовшина було призначено іркутським губернатором, але через хворобу він не міг виїхати до нового місця служби й наступні кілька років перебував у своєму маєтку в Пожилині, де працював над книжкою про Помпеї, формально числячись за міністерством внутрішніх справ.
1844 року він одержав посаду керуючого третім відділом міністерства державних маєтностей, а 1855 став сенатором та товаришем (за сучасною термінологією — помічником або заступником) міністра внутрішніх справ. Після цього призначення він відіграв значну роль у справі звільнення селян. Саме він уклав для імператора короткий огляд історії кріпосного права в Росії. Обстоював повільність реформ та збереження за поміщиками права власності на землю і розробив відповідний проєкт, з відредагованої версії якого починається офіційна історія звільнення (кінець 1857 року). Проте взяла гору протилежна думка: що колишні кріпаки отримають землю у свою власність, виплачуючи винагороду поміщикам, а реформа провадитиметься одночасно, а не поступово. Тому вплив Льовшина почав падати, і взагалі його невдовзі було усунено від справ. Цей період Льовшин описав у мемуарному нарисі «Вікопомні хвилини в моєму житті». Механізм усунення був такий. 1858 року Льовшин створив земський відділ міністерства для розгляду проєктів, що надходили від губернських комітетів. Його й відрядили для огляду діяльності цих комітетів, тим самим позбувшися його присутності в столиці. Невдовзі він залишив посаду товариша міністра.
Останні роки життя був членом державної ради.
Один із засновників Російського географічного товариства (1845), він був членом ще багатьох наукових спільнот. 1827 року його обрали до Паризького географічного товариства, 1828 — до Паризького азійського товариства та Імператорського товариства сільського господарства південної Росії, 1836 — до Королівського данського товариства північних антикваріїв, 1839 — до Одеського товариства аматорів історії та стародавностей, 1840 — до Імператорського вільного економічного товариства, 1845 — до Московського товариства сільського господарства та ін.